# Фаєтт (Міссурі)
Фаєтт (англ. Fayette) — місто (англ. city) в США, в окрузі Говард штату Міссурі. Населення — 2803 особи (2020).

## Географія
Фаєтт розташований за координатами 39°8′50″ пн. ш. 92°41′8″ зх. д. / 39.14722° пн. ш. 92.68556° зх. д. (39.147294, -92.685669).  За даними Бюро перепису населення США в 2010 році місто мало площу 5,84 км², з яких 5,74 км² — суходіл та 0,09 км² — водойми.

## Демографія
Згідно з переписом 2010 року, у місті мешкало 2688 осіб у 949 домогосподарствах у складі 509 родин. Густота населення становила 461 особа/км².  Було 1097 помешкань (188/км²).
Расовий склад населення:
| - 83,5 % — білих - 13,0 % — чорних або афроамериканців - 0,5 % — азіатів - 0,3 % — корінних американців - 0,1 % — вихідців з тихоокеанських островів |

До двох чи більше рас належало 2,1 %. Частка іспаномовних становила 2,2 % від усіх жителів.
За віковим діапазоном населення розподілялося таким чином: 16,7 % — особи молодші 18 років, 67,5 % — особи у віці 18—64 років, 15,8 % — особи у віці 65 років та старші. Медіана віку мешканця становила 26,1 року. На 100 осіб жіночої статі у місті припадало 94,9 чоловіків;  на 100 жінок у віці від 18 років та старших — 93,6 чоловіків також старших 18 років.
Середній дохід на одне домашнє господарство  становив 49 409 доларів США (медіана — 36 318), а середній дохід на одну сім'ю — 64 806 доларів (медіана — 48 036). Медіана доходів становила 37 396 доларів для чоловіків та 30 068 доларів для жінок. За межею бідності перебувало 24,3 % осіб, у тому числі 29,4 % дітей у віці до 18 років та 16,9 % осіб у віці 65 років та старших.
Цивільне працевлаштоване населення становило 1036 осіб. Основні галузі зайнятості: освіта, охорона здоров'я та соціальна допомога — 37,9 %, роздрібна торгівля — 13,3 %, мистецтво, розваги та відпочинок — 9,2 %, виробництво — 6,8 %.